# Zoo de Insectos de Victoria
O Zoo de Insectos de Victoria (inglês:Victoria Bug Zoo) é um mini-zoo de duas salas na baixa de Victoria, Colúmbia Britânica, Canadá, a um quarteirão a norte do Empress Hotel. O zoo pertence e é operado pela Zoos Internacionais de Insectos Inc.

## Exposições
As exposições do zoo contém mais de 50 espécies diferentes de insectos, aracnídeos e myriapodas. Contém actualmente a maior colecção de insectos tropicais na América do Norte e tem a maior quinta de formigas no Canadá, que contém formigas-cortadeiras.
Os visitantes podem optar  entre passear pelo zoo sozinhos ou com um guia e aprender sobre o mundo dos insectos. Para além disso, com guias é possível pegar em vários insectos como tarântulas, baratas, escorpiões, phasmatodea (bicho-pau/bicho-folha), milípedes e louva-a-deus.